# On My Way Here
On My Way Here è il quarto album in studio del cantante statunitense Clay Aiken, pubblicato nel 2008.

## Tracce
1. On My Way Here
2. Ashes
3. Everything I Don't Need
4. Something About Us
5. Falling
6. Where I Draw the Line
7. The Real Me
8. Weight of the World
9. As Long as We're Here
10. Sacrificial Love
11. Grace of God
12. Lover All Alone